# Nippon Mirai no Tō
Die Nippon Mirai no Tō (jap. 日本未来の党, „Zukunftspartei Japans“; engl. Tomorrow Party of Japan) war eine politische Partei in Japan, die am 28. November 2012 von Yukiko Kada gegründet wurde. Ihr schlossen sich die bisherige Kokumin no Seikatsu ga Daiichi von Ichirō Ozawa, die kurz zuvor gegründete Genzei Nippon, Han-TPP, Datsu-Gempatsu o Jitsugen suru Tō von Takashi Kawamura, Masahiko Yamada und Shizuka Kamei sowie Teile der Midori no Kaze an. Nach der bisherigen Zahl der Abgeordneten ging sie damit als drittstärkste Kraft in den Wahlkampf für die Shūgiin-Wahl 2012: Die Partei verfügte bei Gründung über 61 bisherige Amtsinhaber im Shūgiin und 8 Abgeordnete im Sangiin.
Zu den bei Parteigründung erklärten Hauptforderungen der Partei gehören ein schrittweiser Atomausstieg (sotsu-gempatsu, 卒原発, statt wie sonst meist datsu-gempatsu, 脱原発) bis 2022. Außerdem will sie die Chancen für Frauen und die Bedingungen für berufstätige Eltern verbessern. Anfang Dezember stellte sie ihr Wahlprogramm vor.
Bei der Shūgiin-Wahl 2012 erhielt die Mirai no Tō landesweit nur 5,0 % der Wahlkreis- und 5,6 % der Verhältniswahlstimmen, sie fiel von 62 auf 9 Mandate zurück. Sie konnte nur zwei Wahlkreismandate halten: das von Ichirō Ozawa in Iwate und das von Shizuka Kamei in Hiroshima. Am zweiten Tag der Legislaturperiode, am 27. Dezember 2012 spaltete sich die Mirai no Tō wieder: Die Mehrheit der verbliebenen Abgeordneten folgte Ichirō Ozawa in die Seikatsu no Tō (die formal eine Umbenennung der Zukunftspartei war) und Shizuka Kamei schloss sich der Midori no Kaze an, die damit wieder rechtlichen Parteienstatus erreichte. Nur die ehemalige Sozialdemokratin Tomoko Abe verblieb in der Partei bzw. gründete die Nippon Mirai no Tō als politische Vereinigung (seiji dantai) neu. Sie löste im Januar 2013 Yukiko Kada als Parteivorsitzende ab.
Abe trat im Mai 2013 der Midori no Kaze bei. Die Zukunftspartei bestand formal als seiji dantai unter ihrem Vorsitz weiter.